# 茜屋日海夏
茜屋 日海夏（あかねや ひみか、韓国語: 조해은、1994年7月16日 - ）は、日本の女優、声優、歌手、アイドルであり、アイドルグループ・i☆Risのメンバー。81プロデュース、エイベックス・ピクチャーズ所属。秋田県由利本荘市出身。

## 来歴

### 生い立ち
秋田県由利本荘市出身だが、2歳まで宮城県仙台市に住んでいた。名前の由来は「邪馬台国の女王卑弥呼のように美しく賢い未来を担う女性になって欲しい」という願いからきており、秋田に里帰りした時に日本海の美しさを見て、当て字で現代風に変換したという。

### 芸能界に興味を持つきっかけ
3歳ごろ、舞台やミュージカルに興味を持ち、劇場で観ることを好んでいた。両親はミュージカルをしていなかったが、家にあるミュージカルのビデオも両親が持ってきて、茜屋それを見て一緒に歌っていたり楽しんで見ており、「私も舞台に立ちたい」「人々を笑顔にしたり感動させたりしたい」「自分以外の誰かになりたい」という思いから、芝居をしたいと願った。それと同時に母のことは好きだが、小さいころからなかなか褒めてもらえず、自信を持てなかったことも大きかったと語り、「他の誰かになりたい」と感じてきたことも「役者になりたい」と思った背景だったと語る。
最初に演技をしたのは保育園時代の頃。率先して『鶴の恩返し』の鶴役を志願し選ばれたものの、飛ぶシーンのみを演じる簡単な役だったために肩透かしを食らう。このことを振り返り、茜屋は自身を「子供の頃から少し空回りしていた」と語る。
芝居に興味を持ったのは、木村拓哉と松たか子が出演していたテレビドラマ『ラブジェネレーション』を見た頃。小さな頃で記憶は鮮明ではないが、ドラマの合間のCMにも出演していた松たか子に対し、「同じ人なのにこんなに違うのか！」という印象を受け、大きな衝撃を受けたと述べている。
NHK教育テレビ『天才てれびくん』も大好きで、「てれび戦士になってみせる！」と思いながらテレビの前でその練習をしていた。そのうち、「もしかしたらいつかなれるかもしれない」と思い、バラエティの練習も行っていた。
小学生の頃はアニメ『明日のナージャ』、『カードキャプターさくら』、『おジャ魔女どれみ』を好んで観ており、『デジモンアドベンチャー』、『クラッシュギア』のような少年向けアニメも好きだったという。
子供向けのアニメが好きであり、i☆Risとして活動を始めてからも、「子供向けの作品に出たいな」と思っていた。

### 芸能界に入るまで
中学生になっても芸能界の憧れは持ち続けており、中学1年生の進路調査の時には志望校の欄に「日出高校」と書いたりしていたという。
中学時代、秋田県在住の茜屋は、「東京の高校に行く！」と突然宣言し、親と激しい口論になる。それでも芝居の道を選ぶのは親の影響かもしれないといい、自分に自信が持てず「他の誰かになりたい」と感じていたと振り返る。
高校時代、ダンスで目立つ友人に誘われ、町内のダンス発表会や学祭に出演するなど、様々なイベントに参加していた。
女優になるためのオーディションを受けようと決意し、何度も面接に呼ばれる連絡があるたびに母親と相談していたものの、反対され続けたという。
そんなある時、偶然「アニソン・ヴォーカルオーディション」の広告を目にし、「応募するだけならタダだ」という理由で履歴書を送ったところ、書類審査を通過した。柴咲コウのような歌手活動を行う女優に憧れ、歌手にもなりたいと考えていたため、「これは歌手を求めているオーディションかもしれない」「もし合格したら歌えるのかな」と期待していた。
当初は親には内緒だったが、最終審査に進むことになり両親に告白したところ、芸能界を目指す意向を知っていたため、「最後まで頑張ってみなさい。一度チャレンジしてみて、気持ちに区切りをつけてきなさい」という言葉をもらい、それを受けてi☆Risに合格することができたと語る。
歌手としても挑戦し、自分の歌声を録音して聴いてみたところ、絢香のような力強い声を目指していたにもかかわらず幼い声になってしまい、コンプレックスを感じていた。友人から「声、いいね」「その特異な声を生かせる声優という職業があるよ」と声優を提案されたことで、声優に興味を抱いた。その後押しから、「たぶん合格するわけないけど、試しに受けてみるか」という気持ちで挑戦することに。

### キャリア
テレビドラマに一瞬だけだが出演することもあった。2016年、アリスインプロジェクト「クォンタム・ドールズ」の阿良木明里役で初めて舞台に登板した。
芝居を続けたいとの希望を抱き、マネージャーには自身の仕事に対する姿勢を伝えていた。
同年、第10回声優アワードにて、i☆Risの一員として歌唱賞を受賞。
青山学院大学法学部卒業。
2020年4月17日、YouTubeチャンネル「ひみちゃんねる」を開設。
2023年7月5日、Himika Akaneya名義でのアーティストソロデビューを発表。

## 人物

### 特色
声優としては、数多くのアニメに出演。役柄はストレートな役を演じることが多い。一方、舞台、映画で芝居の仕事も精力的にこなしている。
『プリパラ』では主人公、真中らぁら役を演じており、当初、らぁらと「2人3脚でやっていきたい」とずっと意気込んでいたが、2016年のインタビューによると、「2人3脚になっているな」と語る。当時は受験で休みした時期があったため、i☆Risのメンバーたちと比べると声優の場数が少なかった。しかし一番セリフが多く、主人公という大役をくれた嬉しかったが、一方で「迷惑はかけられない」「でもやるしかない」と、葛藤があったという。収録では集中できるが、収録後に居残りで練習があり、毎回他の役者も巻き込んでいたため、未熟さゆえの悔しさを感じていた。帰り道はズーーンと落ち込んでおり、他の仕事に行っても『プリパラ』のプレッシャーがずっと続いていたという。らぁら役は「いい意味でライバル」と語り、シリーズが始まったばかりの頃、先輩から「キャラクターと話をするといいよ」と言われたことが頭に残っていた。毎晩寝る前に話をしていたところ、二人三脚しているのような感覚になっていた。突き抜けた明るさで皆を引っ張っていくところが好きで、なかなか追いつけなく悔しい時期もあったが、「この子のためにも頑張りたい」と思えるようになっていったという。ステージでらぁら役を演じていた時、なりきるための工夫というのはあまりなく、あくまで役作りの延長であった。ステージの上ではメンバーのこともキャラクターとして見ており、らぁらとして『プリパラ』の世界に生きているような感覚であったという。

### 趣味・嗜好
特技はダンス、イラスト描き、妄想。趣味は映画・舞台・絵画鑑賞、博物館、読書、ゲーム、妄想。好きなアニメソングは坂本真綾の「ループ」。
カラオケが好きで学生時代は友人と通っており、当時は坂本真綾の「ループ」を歌っていた。その時はアニメ好きの人物と一緒に行っていたため、盛り上げるためにアニソンを覚えていた。ただし、覚えるために聞いていたところ、「いい曲だな」と思うものがすごく多く、学生の頃はJ-POPをたくさん聞いていたものの、アニソンにも惹かれていったという。
YUI、絢香、いきものがかりが好きで、CDを買って聴いており、特に絢香に憧れていたという。
一時期、ミステリー小説に興味があり、『心霊探偵 八雲』に熱中していた。寝ることすら忘れ、夜中12時から朝まで読んでいたというエピソードも明かしている。
イラストは2015年時点でも家で描いており、小学校の頃は漫画家を目指して描いていたくらいで、かつてはインターネットにアップしたこともあったという。
音楽に関する習い事などはやりたかったものの、それの習い事をあまりしていなかった。そのことについては色々なことを新鮮に吸収できるため、「よかったのかも」と語る。音楽の習い事はやっていなかったが、すごく泣き虫でメンタルはそんなに強くないほうだったため、泣き虫を直すために小学校の頃からバレーボール、ソフトテニス、陸上、駅伝をしていたという。長距離走も得意で、2015年時点でも体力作りのためにランニングをしていた。
昔からヒョロヒョロ体型だったこともあり、小学4年生で始めたバレー部でもアタックを打ちたかったが、レシーブに回されていた、監督から「ヒョロヒョロだな」と言われ、その悔しさから筋トレを始めた。それから今まで、筋トレを欠かさず行っている。
高校に進学してからは部活をやめる時期もあったが、太らないように気をつけつつ、一貫して努力を続けた。
得意料理はビーフシチューで肉をワインに漬けたりローリエを使ったりしているという。
2015年時点で熱中している趣味はゲーム実況を観ることである。また結構ゲーマーでもあり、『バイオハザードシリーズ』がすごく好きだという。好きな実況者は最終兵器俺達のキヨで滅茶苦茶面白く「こんな喋りができる人がいるんだー！」と驚いていた。Twitterでフォローさせてくれたところフォローもくれて、2015年時点では「いつか機会があったらお会いしてみたいです」と語る。
スーパー戦隊シリーズが好きで、従兄弟の影響で子供の頃から観ていた。一番好きな戦隊の女性戦士の中では『未来戦隊タイムレンジャー』のタイムピンクを挙げている。戦隊ヒロインになりたいと願い、またヒーローに憧れていた。芝居の道に進むことも、この願いが始まりかもしれないとしている。i☆Ris3周年ライブでは『特捜戦隊デカレンジャー』をカバーした。自身で戦隊グッズを収集しているほか、ファンから戦隊グッズを贈られることも多い。
2015年時点で好きなアイドル、憧れているアイドルは元モーニング娘。の鞘師里保を挙げている。2015年時点で会ったことがなく「一度でいいからお会いしてみたい」といい、鞘師のほうが年下だが、すごくかっこよく憧れているという。
K-POPが好きで、推しはBTSとBLACKPINKと述べている。

### i☆Risとして
大手レコード会社エイベックスと、声優事務所81プロデュースがタッグを組んで開催した「アニソン・ヴォーカルオーディション」の合格者6名にて結成されたユニット、i☆Risのメンバーとしても活動している。ユニット内でのイメージカラーはパープル、チャームポイントは目、キャッチフレーズは「汗もしたたるいい女」。
山北早紀によると、オーディションの時にスマイルくんのTシャツ着ており、「田舎から上京しました」感がすごかったという。
最終審査の際、コンタクトレンズを作っていたが緊張のあまり破ってしまい、予備のメガネで審査を受ける。しかしそのメガネはおしゃれでなく、だが外すと審査員の顔が見えなくなり、途方に暮れるも見事合格。その時は声優とアイドルを兼ねることになるとは思いもよらなかった。
合格者の集まる日に、エイベックスのビルのコンビニで芹澤優と出会う。芹澤のオーラから彼女が合格者だと直感し、「オーディションに受かったのは自分だけじゃないんだ」と悟った。前述のとおり役者志望のため、合格者6人でアイドルユニットを組む話を聞いた際は驚いたという。そのため、職業としてのアイドルを正直あまり知らず、「アイドルって何をするんだろう？」状態であった。
デビュー前の合宿の時は地元の秋田県で受験勉強をしながら東京都に通っていた。「受験勉強との両立は大変かもしれないけど、もっとがんばらなきゃね」と喝を入れられた時があり、くやしくて、秋田に帰郷後、めちゃくちゃ泣いていた。「右も左もわからないまま、とにかくやらなきゃ」と思っていたことから、ビシッと言われた時に全部崩れてしまったという。2013年4月8日から行われていたTwinBox AKIHABARAの毎週月曜日の定期ライブの時は平日だったことから学校が大変で、絶対に受けないといけない授業を休んでいたことから「いつも授業抜ける子だよね」と言われていたという。
i☆Risに加入して最初の1年ほどは、「アイドル活動と芝居を両立できるのか」という不安を抱えていた。シングルやライブの成功はスタッフの支えがあったためであり、「自分だけの実力じゃない」と感じていた。しかし、メンバー全員が主要キャラクターとして出演したアニメ『プリパラ』や、ツアーライブ「i☆Ris 1st Live Tour 2015 〜We are i☆Ris!!!〜」で地方を回る経験が自信に繋がり、ステージでファンと交流することで肯定感を持つようになった。
大きい仕事があるたびに、芹澤がLINEで応援メッセージを送ってくれており、時には長文もあった。普段はわりとサバサバしていることから、あまりそうは見えないが、結構心配してくれて励まされているという。
i☆Risでのポジションは周囲からは「天才馬鹿」という風によく言われているという。
茜屋曰くi☆Risにとっての転機になった曲は『ありえんほどフィーバー』、茜屋自身にとって転機となった曲は『鏡のLabyrinth』を挙げている。

### 家族
父親が大邱広域市出身の韓国人(茜屋の父方の祖母)のハーフであることも明かしているほか、弟がおり、前述の「ひみちゃんねる」に電話で出演している。

## 出演
太字はメインキャラクター。

### テレビアニメ
2013年
- プリティーリズム・レインボーライブ（客3、女子）
- フリージング ヴァイブレーション（女生徒B）

2014年
- ノラガミ（南喩、生徒A）
- そにアニ -SUPER SONICO THE ANIMATION-（サンタガールB）
- プリティーリズム・オールスターセレクション（真中らぁら）
- プリパラ（2014年 - 2017年、真中らぁら）

2015年
- 干物妹!うまるちゃん（2015年 - 2017年、女、店員、女子生徒、女子生徒B、女子アナ、母、奏まどか 他） - 2シリーズ
- 純情ロマンチカ3（女子たち）
- Dance with Devils（立華リツカ）

2016年
- ReLIFE（玉来ほのか、音声）
- 終末のイゼッタ（イゼッタ）

2017年
- アイドルタイムプリパラ（2017年 - 2018年、真中らぁら）
- 笑ゥせぇるすまんNEW（女性社員）
- 異世界はスマートフォンとともに。（2017年 - 2023年、ラピス） - 2シリーズ
- 宝石の国（ジルコン）

2018年
- ミイラの飼い方（茂木朝）
- 七つの大罪 シリーズ（2018年 - 2021年、メリク、ジェンナ、デモンド） - 2シリーズ
- 魔法少女サイト（奴村露乃）
- Back Street Girls -ゴクドルズ-（らん）
- 百錬の覇王と聖約の戦乙女（高尾瑠璃）
- RErideD-刻越えのデリダ-（ユーリィ・ディートリヒ）
- 青春ブタ野郎シリーズ（2018年 - 2025年、上里沙希） - 2シリーズ
- 叛逆性ミリオンアーサー（2018年 - 2019年、ナックラヴィ） - 2シリーズ

2019年
- みにとじ（安桜美炎）
- キラッとプリ☆チャン（2019年 - 2021年、金森まりあ、真中らぁら）
- KING OF PRISM -Shiny Seven Stars-（G.o.d. IV）
- 手品先輩（お姉ちゃん）
- 歌舞伎町シャーロック（城田結衣）

2020年
- 社長、バトルの時間です!（スバル）
- ブラッククローバー（ダズー・タヤク）

2022年
- 連盟空軍航空魔法音楽隊ルミナスウィッチーズ（西杉智美）

### 劇場アニメ
2014年
- 劇場版 プリティーリズム・オールスターセレクション プリズムショー☆ベストテン（真中らぁら）

2015年
- 劇場版 プリパラシリーズ（2015年 - 2025年、真中らぁら） - 6作品
- ラブライブ!The School Idol Movie（スクールアイドル）

2017年
- ずんだホライずん（東北きりたん）
- KING OF PRISM -PRIDE the HERO-（歓声）
- Dance with Devils-Fortuna-（立華リツカ）

2019年
- LAIDBACKERS-レイドバッカーズ-（舞坂舞）

2020年
- KING OF PRISM ALL STARS -プリズムショー☆ベストテン-（観客）

2023年
- 青春ブタ野郎はおでかけシスターの夢を見ない（上里沙希）

2024年
- i☆Ris the Movie - Full Energy!! -（茜屋日海夏）

### OVA
- ReLIFE"完結編"（2018年、玉来ほのか[72]）
- 刀使ノ巫女 刻みし一閃の燈火（2020年、安桜美炎[73]） - 前後編

### Webアニメ
- 15歳、今日から同棲はじめます。（2018年、深川杏里）
- 爆丸アーマードアライアンス（2020年、双子ブローラー1）
- アイドルランドプリパラ（2021年 - 2022年、真中らぁら）
- 爆丸エボリューションズ（2022年、悪党D）

### ゲーム
2013年
- メタルマックス4 〜月光のディーヴァ〜（スミレ）

2014年
- 俺タワー -Over Legend Endless Tower-（モンキーレンチ、ランマー、ディスクグラインダ、電動ピック）
- プリパラ（らぁら）

2015年
- ウチの姫さまがいちばんカワイイ（卵狩姫 サニー・オムレット）
- ザクセスヘブン（しろつめくさ女学院）
- プリパラ めざせ！アイドル☆グランプリNO.1！（真中らぁら）
- プリパラ＆プリティーリズム プリパラでつかえるおしゃれアイテム1450！（真中らぁら）

2016年
- アリスオーダー（山内樹流）
- あんさんぶるガールズ!!（榊むつみ）
- SOUL REVERSE ZERO（ミディア、グィネヴィア、ブリュンヒルデ、孫尚香、クレオパトラ、ローレライ）
- 白猫テニス（ルカ）
- 白猫プロジェクト（ルカ・フォルティス）

2017年
- 幻想少女（董白、張宝）
- アンジュ・ヴィエルジュ〜ガールズバトル〜（リーネ・アゾット）
- 一血卍傑-ONLINE-（オシラサマ）
- 限界凸城 キャッスルパンツァーズ（リーフ）
- オオカミ姫（東北きりたん）
- Fate/Grand Order（オケアノスのキャスター / キルケー）
- ゼノブレイド2（ライコ）

2018年
- 刀使ノ巫女 刻みし一閃の燈火（安桜美炎）
- プリパラ オールアイドルパーフェクトステージ!（真中らぁら）
- クイズRPG 魔法使いと黒猫のウィズ（ルカ・フォルティス)
- 鬼斬（東北きりたん）
- Caligula Overdose -カリギュラ オーバードーズ-（梔子）
- 御城プロジェクト:RE（近江八幡城、秋田城、越中高岡城）
- BORDER BREAK（キトリー、ノエミ、ヒュジー・ベアーニャ）
- 温泉むすめ ゆのはなこれくしょん（伊香保葉凪）
- 叛逆性ミリオンアーサー（ナックラヴィ）
- SHOW BY ROCK!!（パヒミカン）
- キラッとプリ☆チャン（2018年 - 2019年、まりあ、らぁら）

2019年
- ビーナスイレブンびびっど！（東北きりたん）
- 47 HEROINES（水府千佳）
- 消滅都市（ルナ）
- グランドサマナーズ（タマエ）
- 逆転オセロニア（イザベラ）
- クロスクロニクル（モモ）

2020年
- 七つの大罪 ～光と闇の交戦～（ジェンナ）
- セガNET麻雀 MJ / Arcade（キトリー）
- 戦国BASARA バトルパーティー（小松姫）
- 共闘ことばRPG コトダマン（ゼックイーン、ウンリュウ備）
- ラストオリジン（ネレイド）
- ブリガンダイン ルーナジア戦記（レイ）
- 社長、バトルの時間です!（スバル）
- Root Film ルートフィルム（リホ）
- 誰ガ為のアルケミスト（レイチェル）
- サクラ革命 ～華咲く乙女たち～（八森ふき）
- 幻想牢獄のカレイドスコープ（五条風華）

2021年
- テイルズ オブ ルミナリア（イェルシィ）
- パニリヤ・ザ・リバイバル（夕顔）

2022年
- アズールレーン（キエフ）
- ブラウンダスト（アラン）
- ウィクロスマルチバース（アイヤイ）

2023年
- アイドルランドプリパラ（真中らぁら）
- Fate/Samurai Remnant（逸れのキャスター / キルケー）

### ドラマCD
- 緋の纏（2014年、一太郎） - コミックス第10巻限定版[115]
- エビアンワンダーREACT（2014年、ラビーニャ） - コミックス「エビアンワンダーコンプリート」特別付録ドラマCD[116]
- 第38期 藍本女子高等学校生徒会活動日誌 あいぽん（2014年 - 2015年、一之瀬成美） - i☆Ris 2nd Anniversary Live〜Dream Evolution〜入場者に配布された非売品、漫画単行本の付属ドラマCD
- 騎士にくちづけ（2014年、バレリア） - コミックス「Landreaall」25巻限定版特別付録ドラマCD
- Z/X -Zillions of enemy X- NF DramaCD (16)「ユニバース・プリンセス」（2019年、天竜ゆたか）

### BLCD
- 赤い糸の執行猶予（2018年、ゆい）

### テレビ
- アニメマシテ（2015年、テレビ東京）
- 有吉反省会（2019年7月20日、日本テレビ）

### PV
- 邦画プレゼン女子高生 邦キチ! 映子さん（2021年、邦吉映子[117]）

### ラジオ
※はインターネット配信。
- ニッポン朗読アカデミー（2013年 - 2016年、ラジオ大阪※・Radital※・HiBiKi Radio Station※・ニコニコ動画ラジオ大阪チャンネル※）[118]
- DIVE II Station New Generations!（2014年・2015年、文化放送）※2014年6月度&2015年12月度パーソナリティ
- 茜屋日海夏は本名だよ〜（2018年、マンガPark※）
- 「魔法少女サイト」とある不幸な少女たちのラジオ（2018年、HiBiKi Radio Station※）[119]
- RErideDの楽しさを紹介するWEBラジオ（2018年、YouTube※）[120]

### ラジオCD
- ニッポン朗読アカデミー 活動報告その1
- 変態音響監督ヨシダ vs ニッポン朗読アカデミー VOL.2

### インターネット放送
- A&G ARTIST ZONE i☆Risの2h（超!A&G+：2013年8月5日 - 2014年12月29日）※i☆Risメンバーによる交代制パーソナリティ[121]
- 新アニメ「プリパラ」声優出演！〜放送開始直前スペシャル！〜（ニコニコ生放送：2014年6月29日）
- i☆Ris（茜屋日海夏・芹澤 優・久保田未夢）声優生出演 〜プリパラ特番part.2〜（ニコニコ生放送：2014年8月9日）
- i☆Risと一緒に夜食を食べよう！（ニコニコ生放送：2015年5月26日）
- 妖怪お国自慢（辰子姫[122]）
- ガチi☆Ris（2019年 - 、ニコニコチャンネル）[123]

### デジタルコミック
- 今、恋をしています。（2021年、新元綾子） - コミックス第4巻購入特典URLページ、別冊マーガレット2021年7月付録URLカード[124]

### オーディオブック
- 東京シャッターガール（2013年、夢路歩[125]）
- AURA 〜魔竜院光牙最後の闘い〜（2019年、佐藤良子[126]）

### ナレーション
- IMALUヘルシーラボ〜からだに優しいレシピ〜（BSフジ、2014年5月30日）

### 舞台
2016年
- アリスインプロジェクト「クォンタム・ドールズ」（1月6日 - 11日、新宿村LIVE） - 阿良木明里 役
- ライブミュージカル「プリパラ み〜んなにとどけ！プリズム☆ボイス」（2月4日 - 7日、Zeppブルーシアター六本木）- 真中らぁら 役
- 舞台「大きな木の下で〜あの頃俺らの毎日はウザいくらいアツかった〜」（3月16日 - 21日、俳優座劇場）
- 進戯団夢命クラシックス × 07th Expansion vol.2「ROSE GUNS DAYS -season1-」（9月21日 - 25日、俳優座劇場） - ローズ・灰原 役

2017年
- ライブミュージカル「プリパラ み〜んなにとどけ！プリズム☆ボイス2017」（1月26日 - 29日、Zeppブルーシアター六本木）- 真中らぁら 役
- 進戯団夢命クラシックス × 07th Expansion vol.3「ROSE GUNS DAYS -season2-」（12月6日 - 10日、ラゾーナ川崎プラザソル） - ローズ・灰原 役

2018年
- 進戯団 夢命クラシックス × 07th Expansion vol.4「ROSE GUNS DAYS -Season3-」（3月7日 - 11日、シアターサンモール） - ローズ・灰原 役 ※映像出演
- 音楽朗読劇「ジキルVSハイド」（3月23日、TOKYO FMホール） - マリー 役
- 声の優れた俳優によるドラマリーディング 日本文学名作選 第六弾「舞姫事件-鴎外輪舞曲-」（4月14日、紀伊國屋サザンシアター TAKASHIMAYA）
- オッドエンタテインメントPresents 「鬼切丸伝〜源平鬼絵巻〜」再演（6月20日 - 24日、全労済ホール / スペース・ゼロ） - 鈴鹿御前 役
- SaGa THE STAGE 〜七英雄の帰還〜（9月21日、戸田市文化会館 / 10月2日 - 8日、シアター1010 / 10月17日 - 21日、サンケイホールブリーゼ） - コッペリア 役

2020年
- オフブロードウェイ・ミュージカル「bare -ベア-」（1月30日 - 2月9日、草月ホール） - アイヴィ 役（増田有華とのWキャスト）

2021年
- 『ワールドトリガー the Stage』 （11月19日 - 28日、品川プリンスホテル ステラボール / 12月2日 - 5日、サンケイホールブリーゼ） - 宇佐美栞 役

2022年
- 朗読劇「リクエストをよろしく」（3月11日 - 13日、サンケイホールブリーゼ） - 佐々木 役
- 『ワールドトリガー the Stage』大規模侵攻編（8月5日 - 14日、品川プリンスホテル ステラボール / 8月19日 - 21日、京都劇場） - 宇佐美栞 役（声の出演）
- 江戸川乱歩の世界 朗読劇・幻燈の獏（8月14日、イイノホール） - 李香蘭 役

2023年
- 『ワールドトリガー the Stage』B級ランク戦開始編（8月5日 - 6日、シアター1010 / 8月10日 - 13日、サンケイホールブリーゼ / 8月18日 - 27日、天王洲 銀河劇場） - 宇佐美栞 役

2024年
- 100点un・チョイス！ 10周年記念公演第1弾 第20回公演「フール」（3月13日 - 17日、赤坂RED/THEATER）
- LIAR GAME murder mystery「爆発廃工場 〜犯人の挑戦状〜」「首切りホテル 〜最後の夜宴〜」（6月12日、飛行船シアター）
- 梅棒 18th "RE"SHOW「シャッター・ガイ」（6月21日 - 7月7日、IMM THEATER / 7月12日 - 15日、梅田芸術劇場 シアター・ドラマシティ / 7月28日、東海市芸術劇場）
- 進戯団 夢命クラシックス #28 20周年記念公演「Since Memory Chronicles」（12月12日 - 15日、シアターサンモール）

2025年
- 舞台「魔法少女育成計画 F2P the STAGE～First Chapter～」（2月6日 - 10日、博品館劇場） - ジューベ 役
- 『ワールドトリガー the Stage』B級ランク戦最終決戦編（4月12日 - 20日、日本青年館ホール / 4月24日 - 27日、COOL JAPAN PARK OSAKA WWホール / 5月2日 - 11日、シアターH） - 宇佐美栞 役
- Casual Meets Shakespeare『ヴェニスの商人 CS』（11月1日 - 9日〈予定〉、IMAホール）

### 映画
- 馬の骨（2018年、オフィス桐生） - 水島エリ 役[151]
- お前ら全員めんどくさい!（2019年、日本出版販売） - 榎本英子 役[152][153]
- 13月の女の子（2020年8月15日、チーズfilm） - 辰巳涼子 役
- THIS MAN（2024年6月7日、アルバトロス・フィルム）[154][155]

### Vシネマ
- 権力の階段 〜総理への道〜（2020年） - 立花真奈香 役

### 雑誌
- TVぴあ 2014年8月12日号（2014年7月30日発売）
- アニメザテレビジョン（2014年7月31日発売）

### 映像商品
2021年
- SEASIDE 10th Anniversary DVD -東北声優編-

### その他コンテンツ
- 東北応援キャラクター「東北ずん子」（東北きりたん）
- VOICEROID+ 東北きりたん EX
- 『ミントチョコレート』ボイスドラマ（2018年、七海[157]）

## ディスコグラフィ

### シングル
|           | 発売日         | タイトル                   | 規格品番     | 規格品番   | 規格品番 | オリコン 最高位 |
| CD+BD/DVD | 発売日         | タイトル                   | CD           | アニメ盤   |          | オリコン 最高位 |
| --------- | -------------- | -------------------------- | ------------ | ---------- | -------- | --------------- |
| 1st       | 2023年11月22日 | Stereo Sunset (Prod. AmPm) | EYCA-14179/B | EYCA-14180 |          | 21位            |
| 2nd       | 2024年11月20日 | Side U (Prod. AmPm)        | EYCA-14482/B | EYCA-14483 |          |                 |

### タイアップ
| 楽曲                       | タイアップ                                              | 時期   |
| -------------------------- | ------------------------------------------------------- | ------ |
| Stereo Sunset (Prod. AmPm) | テレビアニメ『MFゴースト』エンディングテーマ            | 2023年 |
| Side U (Prod. AmPm)        | テレビアニメ『MFゴースト 2nd Season』エンディングテーマ | 2024年 |

### キャラクターソング
| 発売日         | 商品名 | 歌 | 楽曲 | 備考                                                                                |
| -------------- | --- | --- | --- | ----------------------------------------------------------------------------------- |
| 2014年11月26日 | プリパラ アイドルソング♪コレクション by らぁら&みれぃ&そふぃ                                                                   | 真中らぁら（茜屋日海夏）、南みれぃ（芹澤優）                                                                                                 | 「ま〜ぶるMake up a-ha-ha!」 | テレビアニメ『プリパラ』挿入歌                                                      |
| 2014年11月26日 | プリパラ アイドルソング♪コレクション by らぁら&みれぃ&そふぃ                                                                   | SoLaMi♡SMILE | 「Pretty Prism Paradise!!!」 | テレビアニメ『プリパラ』挿入歌                                                      |
| 2015年3月18日  | プリパラ アイドルソング♪コレクション bySoLaMi♡SMILE&北条コスモ&ファルル                                                        | SoLaMi♡SMILE | 「HAPPYぱLUCKY」 | テレビアニメ『プリパラ』挿入歌                                                      |
| 2015年4月2日   | プリパラ ヘッドフォン&プリパラゲームミュージックコレクション プレミアムセット 付属CD「プリパラゲームミュージックコレクション」 | らぁら（茜屋日海夏）、みれぃ（芹澤優）、そふぃ（久保田未夢）                                                                                 | 「GoGo！プリパライフ」 | ゲーム『プリパラ』関連曲                                                            |
| 2015年6月17日  | プリパラ☆ミュージックコレクション                                                                                              | SoLaMiDressing | 「Love friend style」 「Realize!」 | テレビアニメ『プリパラ』挿入歌                                                      |
| 2015年6月17日  | プリパラ☆ミュージックコレクション                                                                                              | SoLaMiDressing&Falulu | 「Make it!」 | テレビアニメ『プリパラ』挿入歌                                                      |
| 2015年6月17日  | アイドルキンリョク♥Lesson GO!                                                                                                  | らぁら（茜屋日海夏） with プリズム☆アイドル研究生's                                                                                          | 「アイドルキンリョク♥Lesson GO!」 | テレビアニメ『プリパラ』エンディングテーマ                                          |
| 2015年8月26日  | プリパラ アイドルソング♪コレクションbyそらマゲドン・み                                                                         | そらマゲドン・み | 「ラッキー！サプライズ☆バースデイ」 | テレビアニメ『プリパラ』挿入歌                                                      |
| 2015年8月26日  | プリパラ アイドルソング♪コレクションbyそらマゲドン・み                                                                         | 真中らぁら（茜屋日海夏） | 「ThankYou♥Birthday」 | テレビアニメ『プリパラ』挿入歌                                                      |
| 2015年9月11日  | 劇場版プリパラ み〜んなあつまれ！プリズム☆ツアーズ テラコズミック☆スペシャルツアーセット 特典CD                                | SAINTS、SoLaMiDressing | 「Make it! -SAINTS & SoLaMiDressing ver.-」 | 劇場アニメ『劇場版プリパラ み〜んなあつまれ！プリズム☆ツアーズ』挿入歌              |
| 2015年10月14日 | プリパラ ドリームソング♪コレクション -SUMMER-                                                                                  | ドレッシングふらわー | 「トンでもSUMMER ADVENTURE」 | テレビアニメ『プリパラ』挿入歌                                                      |
| 2015年11月25日 | レインボウ・メロディー♪ | プリパラドリーム☆オールスターズ | 「レインボウ・メロディー♪」 | テレビアニメ『プリパラ』エンディングテーマ                                          |
| 2015年11月25日 | レインボウ・メロディー♪ | SoLaMiDressing | 「ラッキー！サプライズ☆バースデイ –for Laala-」 | テレビアニメ『プリパラ』挿入歌                                                      |
| 2015年12月23日 | プリパラ ドリームソング♪コレクション -AUTUMN-                                                                                  | コズミックオムライスダ・ヴィンチ | 「オムオムライス」 | テレビアニメ『プリパラ』挿入歌                                                      |
| 2015年12月23日 | プリパラ ドリームソング♪コレクション -AUTUMN-                                                                                  | 真中らぁら（茜屋日海夏）、ドロシー・ウェスト（澁谷梓希）、白玉みかん（渡部優衣）                                                             | 「ぱぴぷぺ☆POLICE!」 | テレビアニメ『プリパラ』挿入歌                                                      |
| 2015年12月25日 | TVアニメ『Dance with Devils』ミュージカルコレクション「Dance with Destinies」                                                  | 立華リツカ（茜屋日海夏） | 「風の予感」 「風の予感 (Acoustic)」 | テレビアニメ『Dance with Devils』挿入歌                                             |
| 2015年12月25日 | TVアニメ『Dance with Devils』ミュージカルコレクション「Dance with Destinies」                                                  | 立華リツカ（茜屋日海夏）、鉤貫レム（斉藤壮馬）                                                                                               | 「いつか夢で見た場所へ」 | テレビアニメ『Dance with Devils』挿入歌                                             |
| 2015年12月25日 | TVアニメ『Dance with Devils』ミュージカルコレクション「Dance with Destinies」                                                  | 立華リツカ（茜屋日海夏）、鉤貫レム（斉藤壮馬）、立華リンド（羽多野渉）                                                                       | 「Dance with Destinies Overture」 「Dance with Destinies」 | テレビアニメ『Dance with Devils』挿入歌                                             |
| 2016年6月22日  | プリパラ☆ミュージックコレクション season.2                                                                                     | ふれんど〜る、セレパラ歌劇団 | 「アラウンド・ザ・プリパランド！」 | テレビアニメ『プリパラ』挿入歌                                                      |
| 2016年6月22日  | プリパラ☆ミュージックコレクション season.2                                                                                     | ふれんど〜る | 「ドリームパレード」 | テレビアニメ『プリパラ』挿入歌                                                      |
| 2016年6月22日  | プリパラ☆ダンシング!!! | らぁら（茜屋日海夏）、ガァルル（真田アサミ）                                                                                                 | 「プリパラ☆ダンシング!!!」 | テレビアニメ『プリパラ』エンディングテーマ                                          |
| 2016年9月30日  | Brand New Dreamer | らぁら（茜屋日海夏） with トライアングル | 「Brand New Dreamer」 | テレビアニメ『プリパラ』オープニングテーマ                                          |
| 2016年9月30日  | Brand New Dreamer | らぁら（茜屋日海夏） with じゅのん（田中美海）                                                                                               | 「Brand New Dreamer」 | テレビアニメ『プリパラ』オープニングテーマ                                          |
| 2016年9月30日  | Brand New Dreamer | らぁら（茜屋日海夏） with ぴのん（田中美海）                                                                                                 | 「Brand New Dreamer」 | テレビアニメ『プリパラ』オープニングテーマ                                          |
| 2016年9月30日  | Brand New Dreamer | らぁら（茜屋日海夏） with かのん（田中美海）                                                                                                 | 「Brand New Dreamer」 | テレビアニメ『プリパラ』オープニングテーマ                                          |
| 2016年9月30日  | 映画プリパラ み〜んなのあこがれ♪レッツゴー☆プリパリ Blu-ray 初回生産限定特装版 特典CD                                          | プリパラ☆オールアイドル's | 「オールアイドル組曲 プリシャス♪」 | 劇場アニメ『映画プリパラ み〜んなのあこがれ♪レッツゴー☆プリパリ』挿入歌             |
| 2016年11月23日 | Growin' Jewel! | SoLaMiDressing | 「Growin` Jewel!」 | テレビアニメ『プリパラ』エンディングテーマ                                          |
| 2016年11月23日 | Growin' Jewel! | SoLaMi♡SMILE | 「Growin` Jewel!」 | テレビアニメ『プリパラ』エンディングテーマ                                          |
| 2016年12月23日 | プリパラソング♪コレクション 1stステージ                                                                                        | SoLaMi♡SMILE | 「トライアングル・スター」 | テレビアニメ『プリパラ』挿入歌                                                      |
| 2016年12月25日 | PriPara Music Collection vol.1                                                                                                 | らぁら（茜屋日海夏） | 「GoGo!プリパライフ」 「トイトイ☆テイル」 「ぎゃっぷりぷりっぷー」 | ゲーム『プリパラ』関連曲                                                            |
| 2016年12月25日 | PriPara Music Collection vol.1                                                                                                 | らぁら（茜屋日海夏）、みれぃ（芹澤優）、そふぃ（久保田未夢）                                                                                 | 「トイトイ☆テイル」 「ぎゃっぷりぷりっぷー」 | ゲーム『プリパラ』関連曲                                                            |
| 2016年12月25日 | PriPara Music Collection vol.2                                                                                                 | らぁら（茜屋日海夏）、みれぃ（芹澤優）、そふぃ（久保田未夢）                                                                                 | 「クール・スター 」 | ゲーム『プリパラ』関連曲                                                            |
| 2016年12月25日 | PriPara Music Collection vol.2                                                                                                 | らぁら（茜屋日海夏） | 「クール・スター 」 「ハロハロフレンズ」 | ゲーム『プリパラ』関連曲                                                            |
| 2016年12月25日 | PriPara Music Collection vol.2                                                                                                 | らぁら（茜屋日海夏）、みれぃ（芹澤優）、そふぃ（久保田未夢）、シオン（山北早紀）、ドロシー（澁谷梓希）、レオナ（若井友希）                   | 「ハロハロフレンズ 」 | ゲーム『プリパラ』関連曲                                                            |
| 2017年4月19日  | 劇場版プリパラ み〜んなでかがやけ！キラリン☆スターライブ！ SONG COLLECTION                                                     | SoLaMi♡SMILE | 「Ready Smile!!（劇場サイズ）」 | 劇場アニメ『劇場版プリパラ み〜んなでかがやけ！キラリン☆スターライブ！』挿入歌      |
| 2017年4月19日  | 劇場版プリパラ み〜んなでかがやけ！キラリン☆スターライブ！ SONG COLLECTION                                                     | 真中らぁら（茜屋日海夏）、なお（南條愛乃）                                                                                                   | 「Make it!（劇場サイズ）」 | 劇場アニメ『劇場版プリパラ み〜んなでかがやけ！キラリン☆スターライブ！』挿入歌      |
| 2017年4月19日  | 劇場版プリパラ み〜んなでかがやけ！キラリン☆スターライブ！ SONG COLLECTION                                                     | スーパープリパラ☆オールアイドル's | 「ぷりぱら☆ララン」 | 劇場アニメ『劇場版プリパラ み〜んなでかがやけ！キラリン☆スターライブ！』挿入歌      |
| 2017年6月30日  | プリパラ ULTRA MEGA MIX COLLECTION                                                                                             | SoLaMiDressing、ファルル（赤﨑千夏） | 「Make it!（90'S Pop Techno Remix）」 | テレビアニメ『プリパラ』関連曲                                                      |
| 2017年6月30日  | プリパラ ULTRA MEGA MIX COLLECTION                                                                                             | SoLaMi♡SMILE | 「Pretty Prism Paradise!!!（Y&Co. d'n'b Remix）」 | テレビアニメ『プリパラ』関連曲                                                      |
| 2017年6月30日  | プリパラ ULTRA MEGA MIX COLLECTION                                                                                             | 真中らぁら（茜屋日海夏）、南みれぃ（芹澤優)                                                                                                  | 「ま～ぶるMake up a-ha ha!（Hyper Techno Remix）」 | テレビアニメ『プリパラ』関連曲                                                      |
| 2017年6月30日  | プリパラ ULTRA MEGA MIX COLLECTION                                                                                             | 真中らぁら（茜屋日海夏）、ドロシー・ウェスト（澁谷梓希）、白玉みかん（渡部優衣）                                                             | 「ぱぴぷぺ☆POLICE!（80'S Style Remix）」 | テレビアニメ『プリパラ』関連曲                                                      |
| 2017年6月30日  | プリパラ ULTRA MEGA MIX COLLECTION                                                                                             | ドレッシングふらわー | 「トンでもSUMMER ADVENTURE（Extra Drop Mix）」 | テレビアニメ『プリパラ』関連曲                                                      |
| 2017年6月30日  | プリパラ ULTRA MEGA MIX COLLECTION                                                                                             | SoLaMiDressing | 「Love friend style（DJ Shimamura's Hardcore Rave Remix）」 | テレビアニメ『プリパラ』関連曲                                                      |
| 2017年7月26日  | アイドル:タイム!! | 夢川ゆい（伊達朱里紗）、真中らぁら（茜屋日海夏）                                                                                             | 「アイドル:タイム!!」 | テレビアニメ『アイドルタイムプリパラ』エンディングテーマ                            |
| 2017年7月26日  | アイドル:タイム!! | SoLaMiDressing | 「アイドル:タイム!!」 | テレビアニメ『アイドルタイムプリパラ』エンディングテーマ                            |
| 2017年7月26日  | アイドルタイムプリパラ♪ソングコレクション 〜ゆめペコ〜                                                                         | 夢川ゆい（伊達朱里紗）、真中らぁら（茜屋日海夏）                                                                                             | 「ブランニュー・ハピネス！」 | テレビアニメ『アイドルタイムプリパラ』挿入歌                                        |
| 2017年7月23日  | GAME PriPara Music Collection vol.3                                                                                            | らぁら（茜屋日海夏）、みれぃ（芹澤優）、そふぃ（久保田未夢）                                                                                 | 「みんなのプリパラメドレーvol.1 〜ちょうちょう / むすんでひらいて / どんぐりころころ〜」                                                                                                   | ゲーム『プリパラ』関連曲                                                            |
| 2017年7月23日  | GAME PriPara Music Collection vol.3                                                                                            | らぁら（茜屋日海夏） | 「みんなのプリパラメドレーvol.1 〜ちょうちょう / むすんでひらいて / どんぐりころころ〜」                                                                                                   | ゲーム『プリパラ』関連曲                                                            |
| 2017年9月20日  | プリパラ☆ミュージックコレクション season.3                                                                                     | 真中らぁら（茜屋日海夏）、真中のん（田中美海）                                                                                               | 「ま〜ぶる Make up a-ha-ha!」 | テレビアニメ『プリパラ』挿入歌                                                      |
| 2017年9月20日  | プリパラ☆ミュージックコレクション season.3                                                                                     | SoLaMi♡SMILE、ジュリィ（上田麗奈）、ジャニス（豊崎愛生）                                                                                     | 「組曲フォーエバー☆フレンズ〜第一楽章〜「I FRIEND YOU!」 〜第二楽章〜「LOVE IS FRIEND」」                                                                                                  | テレビアニメ『プリパラ』挿入歌                                                      |
| 2017年9月20日  | プリパラ☆ミュージックコレクション season.3                                                                                     | SoLaMi♡SMILE、Dressing Pafé、NonSugar、Tricolore、Gaarmageddon、UCCHARI BIG-BANGS                                                            | 「組曲フォーエバー☆フレンズ〜インターリュード〜「メモリーズ・メドレー」」 「組曲フォーエバー☆フレンズ〜第三楽章〜「My Friend, Dear Friend」 〜第四楽章〜「ウィー・アー・ザ・フレンズ！」」 | テレビアニメ『プリパラ』挿入歌                                                      |
| 2017年11月1日  | ハミングDays | petit corolla | 「ハミングDays」 「Petit Etoile」 | 『温泉むすめ』関連曲                                                                |
| 2017年12月8日  | プリパラ ULTRA MEGA MIX COLLECTION Vol.2                                                                                       | ふれんど〜る | 「ドリームパレード（DJ BOSS 90's Pop Techno Remix）」 | テレビアニメ『プリパラ』関連曲                                                      |
| 2017年12月8日  | プリパラ ULTRA MEGA MIX COLLECTION Vol.2                                                                                       | SoLaMi♡SMILE | 「HAPPYぱLUCKY（DJ BOSS LUCKY EUROBEAT Remix）」 「トライアングル・スター（DJ BOSS STAR EUROBEAT Remix）」                                                                                 | テレビアニメ『プリパラ』関連曲                                                      |
| 2017年12月8日  | プリパラ ULTRA MEGA MIX COLLECTION Vol.2                                                                                       | コズミックオムライスダ・ヴィンチ | 「オムオムライス（DELACTION Remix）」 | テレビアニメ『プリパラ』関連曲                                                      |
| 2017年12月8日  | プリパラ ULTRA MEGA MIX COLLECTION Vol.2                                                                                       | SoLaMiDressing | 「ラッキー！サプライズ☆バースデイ（Y&Co. 80's Factory Remix）」 | テレビアニメ『プリパラ』関連曲                                                      |
| 2017年12月8日  | プリパラ ULTRA MEGA MIX COLLECTION Vol.2                                                                                       | 真中らぁら（茜屋日海夏） | 「ThankYou ♥ Birthday（DJ Shimamura's Hardcore Rave Remix）」 | テレビアニメ『プリパラ』関連曲                                                      |
| 2017年12月8日  | プリパラ ULTRA MEGA MIX COLLECTION Vol.2                                                                                       | ふれんど〜る、セレパラ歌劇団 | 「アラウンド・ザ・プリパランド！（DJ BOSS Cyber Remix）」 | テレビアニメ『プリパラ』関連曲                                                      |
| 2017年12月10日 | GAME PriPara Music Collection vol.4                                                                                            | らぁら（茜屋日海夏）、みれぃ（芹澤優）、そふぃ（久保田未夢）                                                                                 | 「トモチケこうかんダンス「パキら〜ろ！」」 | ゲーム『プリパラ』関連曲                                                            |
| 2017年12月10日 | GAME PriPara Music Collection vol.4                                                                                            | らぁら（茜屋日海夏） | 「トモチケこうかんダンス「パキら〜ろ！」」 「ファン！ファン！ウィンター！」 「Yeah!Yeah!☆IDOLPARTY」                                                                                       | ゲーム『プリパラ』関連曲                                                            |
| 2017年12月10日 | GAME PriPara Music Collection vol.4                                                                                            | らぁら（茜屋日海夏）、あろま（牧野由依）、みかん（渡部優衣）                                                                                 | 「ファン！ファン！ウィンター！」 | ゲーム『プリパラ』関連曲                                                            |
| 2017年12月10日 | GAME PriPara Music Collection vol.4                                                                                            | らぁら（茜屋日海夏）、みれぃ（芹澤優）、そふぃ（久保田未夢）、シオン（山北早紀）、ドロシー（澁谷梓希）、レオナ（若井友希）                   | 「Yeah!Yeah!☆IDOLPARTY」 | ゲーム『プリパラ』関連曲                                                            |
| 2018年1月24日  | Dance with Eternity | 立華リンド（羽多野渉）、立華リツカ（茜屋日海夏）                                                                                             | 「全部お前の為だ！」 | 劇場アニメ『Dance with Devils-Fortuna-』挿入歌                                      |
| 2018年1月24日  | Dance with Eternity | ジェキ（鈴木裕斗）、立華リツカ（茜屋日海夏）                                                                                                 | 「スーパー"V"イング」 | 劇場アニメ『Dance with Devils-Fortuna-』挿入歌                                      |
| 2018年1月24日  | Dance with Eternity | 立華リツカ（茜屋日海夏）、立華リンド（羽多野渉）、鉤貫レム（斉藤壮馬）                                                                       | 「Dance with Eternity」 | 劇場アニメ『Dance with Devils-Fortuna-』挿入歌                                      |
| 2018年1月26日  | プリパラ ULTRA MEGA MIX COLLECTION Vol.3                                                                                       | SoLaMi♡SMILE | 「Ready Smile!!（DJ BOSS SMILE EUROBEAT Remix）」 | テレビアニメ『プリパラ』関連曲                                                      |
| 2018年1月26日  | プリパラ ULTRA MEGA MIX COLLECTION Vol.3                                                                                       | SoLaMiDressing | 「Growin' Jewel!（Y&Co. 80's Eurobeat Remix）」 | テレビアニメ『プリパラ』関連曲                                                      |
| 2018年1月26日  | プリパラ ULTRA MEGA MIX COLLECTION Vol.3                                                                                       | スーパープリパラ☆オールアイドル's | 「ぷりぱら☆ララン（DJ Noriken Hardcore Mix）」 | テレビアニメ『プリパラ』関連曲                                                      |
| 2018年5月23日  | Caligula Overdose/カリギュラ オーバードーズ Original Soundtrack                                                                | RePLiCA | 「Cradle」 | ゲーム『Caligula Overdose -カリギュラ オーバードーズ-』主題歌                       |
| 2018年6月20日  | believe again | 奴村露乃（茜屋日海夏） | 「believe again」 「あたしがいなくても」 | テレビアニメ『魔法少女サイト』関連曲                                                |
| 2018年6月23日  | 魔法使いと黒猫のウィズ 5th Anniversary Original Soundtrack                                                                     | ユッカ（悠木碧）、ルカ（茜屋日海夏） | 「Ray of Heart」 | ゲーム『クイズRPG 魔法使いと黒猫のウィズ』関連曲                                    |
| 2018年6月27日  | アイドルタイムプリパラ☆ミュージックコレクション                                                                                | SoLaMiDressing | 「Memorial」 | テレビアニメ『アイドルタイムプリパラ』挿入歌                                        |
| 2018年11月28日 | アイドルタイムプリパラ ULTRA MEGA MIX COLLECTION                                                                               | 真中らぁら（茜屋日海夏）、夢川ゆい（伊達朱里紗）                                                                                             | 「ブランニュー・ハピネス!（DJ BOSS Hard Trance Remix）」 | テレビアニメ『アイドルタイムプリパラ』関連曲                                        |
| 2018年11月28日 | アイドルタイムプリパラ ULTRA MEGA MIX COLLECTION                                                                               | SoLaMiDressing | 「Memorial（Y&Co. Eurobeat Remix）」 | テレビアニメ『アイドルタイムプリパラ』関連曲                                        |
| 2018年11月28日 | KI-te MI-te HIT PARADE! | パーリィ☆フェアリィ | 「KI-te MI-te HIT PARADE!」 | テレビアニメ『叛逆性ミリオンアーサー』エンディングテーマ                            |
| 2018年11月28日 | トキノツバサ | マージュ・ビルシュタイン（M・A・O）、ユーリィ・ディートリヒ（茜屋日海夏）                                                                    | 「トキノツバサ」 | テレビアニメ『RErideD-刻越えのデリダ-』エンディングテーマ                           |
| 2019年3月27日  | プリパラ&アイドルタイムプリパラ コンプリートアルバムBOX                                                                        | SoLaMi♡SMILE | 「ドリームパレード」 | テレビアニメ『プリパラ』挿入歌                                                      |
| 2019年3月27日  | プリパラ&アイドルタイムプリパラ コンプリートアルバムBOX                                                                        | 真中らぁら（茜屋日海夏） | 「Love friend style -Laala Solo ver.-」 「ドリームパレード」 | テレビアニメ『プリパラ』挿入歌                                                      |
| 2019年3月27日  | プリパラ&アイドルタイムプリパラ コンプリートアルバムBOX                                                                        | 真中らぁら（茜屋日海夏） | 「あなたがプリパラに来るのを、あたし待ってる。」 | 劇場アニメ『映画プリパラ み〜んなのあこがれ♪レッツゴー☆プリパリ』オープニングテーマ |
| 2019年3月27日  | プリパラ&アイドルタイムプリパラ コンプリートアルバムBOX                                                                        | 真中らぁら（茜屋日海夏） | 「Make it! 〜Remake It☆Remix〜」 | テレビアニメ『アイドルタイムプリパラ』挿入歌                                        |
| 2019年4月3日   | 劇場オリジナルアニメ『LAIDBACKERS-レイドバッカーズ-』キャラクターソングアルバム                                                | 舞坂舞（茜屋日海夏） | 「とびっきりシンパシー☆」 | 劇場アニメ『LAIDBACKERS-レイドバッカーズ-』挿入歌                                   |
| 2019年5月22日  | PEARLY×PARTY | パーリィ☆フェアリィ | 「PEARLY×PARTY」 | テレビアニメ『叛逆性ミリオンアーサー』エンディングテーマ                            |
| 2019年5月24日  | みにとじ BD特典CD | 衛藤可奈美（本渡楓）、安桜美炎（茜屋日海夏）                                                                                                 | 「この番組はうら若き公務員たちの提供でお送りいたします」 | テレビアニメ『みにとじ』主題歌                                                      |
| 2019年9月11日  | プロミス！リズム！パラダイス！                                                                                                 | PRI-Crew Friends | 「Crew-Sing! Friend-Ship♡」 | 『プリパラ』関連曲                                                                  |
| 2019年9月17日  | Blooming Blaze! | Not lose Rose | 「Blooming Blaze!」 「Blooming Blaze (Scented ver.)」 | ゲーム『白猫プロジェクト』関連曲                                                    |
| 2019年9月17日  | Blooming Blaze! | ルカ（茜屋日海夏） | 「Blooming Blaze! （Luca ver.)」 | ゲーム『白猫プロジェクト』関連曲                                                    |
| 2019年10月16日 | 温泉むすめコンプリートアルバム Vol.3                                                                                           | 伊香保葉凪（茜屋日海夏） | 「わたしオトナ化プラン♪」 | 『温泉むすめ』関連曲                                                                |
| 2019年11月13日 | キラッとプリ☆チャン♪ソングコレクション 〜リングマリィ・だいあ チャンネル〜                                                     | 金森まりあ（茜屋日海夏） | 「シアワ星かわいい賛歌」 | テレビアニメ『キラッとプリ☆チャン』挿入歌                                           |
| 2019年11月13日 | キラッとプリ☆チャン♪ソングコレクション 〜リングマリィ・だいあ チャンネル〜                                                     | リングマリィ | 「インディビジュアル・ジュエル」 | テレビアニメ『キラッとプリ☆チャン』挿入歌                                           |
| 2020年6月24日  | キラッとプリ☆チャン♪ミュージックコレクション Season.2                                                                          | オール☆ジュエルアイドルズ | 「ダイヤモンドスマイル」 | テレビアニメ『キラッとプリ☆チャン』挿入歌                                           |
| 2020年12月2日  | キラッとプリ☆チャン♪ソングコレクション〜from RAINBOW SKY〜                                                                     | プリティーオールフレンズ | 「プリマ☆ドンナ？メモリアル！」 | テレビアニメ『キラッとプリ☆チャン』挿入歌                                           |
| 2020年12月2日  | キラッとプリ☆チャン♪ソングコレクション～from OCEAN MERMAID～                                                                   | リングマリィ | 「コトバ・ブーケ」 | テレビアニメ『キラッとプリ☆チャン』挿入歌                                           |
| 2021年2月24日  | 刀使ノ巫女 刻みし一閃の燈火 BD・DVD特典CD                                                                                      | 安桜美炎（茜屋日海夏）、瀬戸内智恵（石原夏織）、七之里呼吹（五十嵐裕美）、六角清香（藤田茜）、木寅ミルヤ（沼倉愛美）、山城由依（上坂すみれ） | 「blurry shadow」 | OVA『刀使ノ巫女 刻みし一閃の燈火』主題歌                                            |
| 2024年11月13日 | プリパラ ソング♪コレクション Melody Moments!                                                                                   | SoLaMi♡SMILE | 「ウィー・ラブ・プリパラ！」 | 『プリパラ』関連曲                                                                  |
| 2024年11月13日 | アイドルランドプリパラ ソング♪コレクション OPEN DREAM LAND!                                                                    | SoLaMi♡SMILE | 「OPEN DREAM LAND!」 | Webアニメ『アイドルランドプリパラ』オープニングテーマ                               |

## イベント
| 公演日   | 公演名 | 会場                                                                                          | 備考                                 |
| 2013年   | 2013年 | 2013年                                                                                        | 2013年                               |
| -------- | --- | --------------------------------------------------------------------------------------------- | ------------------------------------ |
| 10月13日 | 「Wake Up, Girls!」×「ノラガミ」×「ハマトラ」 エイベックス新春アニメトークイベント 〜人気声優とプロデューサーが気になる作品の裏側を語ります!〜 | 眉山山頂ステージ                                                                              | トーク出演                           |
| 2014年   | |                                                                                               |                                      |
| 6月22日  | アイドルアニメの現場から | ANIME COLLABO CAFE SHIROBACO                                                                  | トークショーゲスト                   |
| 8月10日  | ニッポン朗読アカデミー 真夏の朗読フェスティバル!                                                                                               | 東京芸術劇場シアターイースト                                                                  | 昼夜2回公演                          |
| 10月4日  | プリパラ アイドルコレクション by らぁら&みれぃ&そふぃ 発売記念 予約イベント                                                                    | 町田ターミナルプラザ                                                                          | 2回開催、ミニLIVE&特典缶バッジ配布会 |
| 2015年   | |                                                                                               |                                      |
| 3月7日   | 「劇場版プリパラみ〜んなあつまれ！プリズム☆ツアーズ」初日舞台挨拶                                                                              | 新宿バルト9 MOVIX亀有                                                                         | 舞台挨拶 ※2回開催                    |
| 3月7日   | 「劇場版プリパラみ〜んなあつまれ！プリズム☆ツアーズ」公開記念イベント＆アイドルおうえん上映会                                                  | 横浜ブルク13 シアター7                                                                        | イベント                             |
| 3月8日   | 「劇場版プリパラみ〜んなあつまれ！プリズム☆ツアーズ」SoLaMi♡SMILE キャスト舞台挨拶                                                             | T・ジョイ蘇我 イオンシネマ幕張新都心 川崎チネチッタ                                           | 舞台挨拶                             |
| 3月22日  | 「劇場版プリパラみ〜んなあつまれ！プリズム☆ツアーズ」一緒におうえんしよう！アイドルおうえんファミリー上映会 SoLaMi♡SMILE                       | T・ジョイ大泉                                                                                 | 舞台挨拶                             |
| 3月22日  | 「劇場版プリパラみ〜んなあつまれ！プリズム☆ツアーズ」第2回公開記念イベント＆アイドルおうえん上映会                                             | 新宿バルト9                                                                                   | イベント                             |
| 4月10日  | 「劇場版プリパラみ〜んなあつまれ！プリズム☆ツアーズ ルート4 胸キュン！プリズムボーイズツアー」スペシャルアイドルおうえん上映会                 | ユナイテッド・シネマ豊洲                                                                      | 舞台挨拶                             |
| 4月26日  | ニコニコ超会議2015 タカラトミーアーツブース「プリパラ超激アーツでかしこまっ！Vol.2」                                                           | 幕張メッセ 国際展示場 ホール1                                                                 |                                      |
| 5月3日   | マチ★アソビ Vol.14「エイベックス・ピクチャーズ スペシャルトークショー GW」                                                                     | 新町橋東公園ステージ                                                                          |                                      |
| 5月3日   | マチ★アソビ Vol.14「『プリパラ☆ミュージックコレクション DX』特典お渡し会」                                                                     | しんまちボードウォーク エイベックスブース                                                     |                                      |
| 5月15日  | animeloLIVE! Presents アニソンCLUB!-i vol.06                                                                                                   | ニコニコ本社                                                                                  |                                      |
| 6月6日   | ニッポン朗読アカデミー 公開録音・第一回 昼の部                                                                                                 | ニッポン放送 イマジンスタジオ                                                                 |                                      |
| 6月14日  | プリパラ☆ミュージックコレクション CD発売記念イベント                                                                                           | タワーレコード新宿店 7Fイベントスペース アニメイト新宿 地下2階 アニメイトホールSHINJUKU       | トークショー ＆特典配布会            |
| 6月20日  | 東京おもちゃショー2015 プリパラ こどもライブ！&トモチケ交換会                                                                                  | 東京ビッグサイト西4ホール タカラトミーアーツブース ステージ                                   |                                      |
| 6月20日  | 東京おもちゃショー2015 プリパラ こどもライブ！                                                                                                 | 東京ビッグサイト西4ホール タカラトミーアーツブース ステージ                                   |                                      |
| 6月21日  | 東京おもちゃショー2015 ステージショー プリパラ スペシャルステージ                                                                              | 東京ビッグサイト西展示棟1階 アトリウム内特設ステージ                                          |                                      |
| 6月21日  | 東京おもちゃショー2015 プリパラ こどもライブ！&トモチケ交換会                                                                                  | 東京ビッグサイト西4ホール タカラトミーアーツブース ステージ                                   |                                      |
| 6月21日  | 東京おもちゃショー2015 プリパラ こどもライブ！                                                                                                 | 東京ビッグサイト西4ホール タカラトミーアーツブース ステージ                                   |                                      |
| 7月12日  | らぁらプリパラデビュー1周年記念イベント 〜ファミリーの部〜                                                                                     | 品川インターシティホール                                                                      |                                      |
| 7月12日  | らぁらプリパラデビュー1周年記念イベント（昼の部・夜の部）                                                                                      | 品川インターシティホール                                                                      |                                      |
| 7月26日  | Wonder Festival 2015 Summer WONDERFUL HOBBY LIFE FOR YOU!! 22 「ねんどろいどこ〜でPresents プリパラドリームライブ in Wonder Festival」         | 幕張メッセ国際展示場ホール1                                                                   |                                      |
| 8月16日  | ちゃおサマーフェスティバル2015 プリパラスペシャルライブ                                                                                        | パシフィコ横浜 展示ホール 1階 ホールD ちゃおサマーフェスティバル2015 横浜会場イベントステージ |                                      |
| 8月30日  | 『ニッポン朗読アカデミー活動報告その1』お渡し会                                                                                                | ニッポン放送                                                                                  |                                      |
| 9月22日  | 東北ずん子オンリー同人誌即売会「ずんだぱ〜てぃ」アフターイベント トークショー                                                                  | 白石市文化体育活動センター                                                                    |                                      |
| 10月3日  | とびださないプリパラ み〜んなでまもろっ！秋の交通安全イベント                                                                                  | MEGA WEB トヨタ シティショウケース 1F                                                         |                                      |
| 10月24日 | 「とびだすプリパラ み〜んなでめざせ！アイドル☆グランプリ」初日舞台挨拶                                                                         | 新宿バルト9                                                                                   | 舞台挨拶                             |
| 10月24日 | 「とびだすプリパラ み〜んなでめざせ！アイドル☆グランプリ」初日舞台挨拶                                                                         | イオンシネマ港北 ※2回開催                                                                     | 舞台挨拶                             |
| 10月24日 | 「とびだすプリパラ み〜んなでめざせ！アイドル☆グランプリ」 公開記念イベント＆アイドルおうえん上映会                                            | 横浜ブルク13                                                                                  | 舞台挨拶                             |
| 12月13日 | アニメJAM 2015 Pop Stage | 幕張メッセ国際展示場ホール5                                                                   |                                      |
| 12月20日 | プリパラ ドリーム☆クリスマスライブ〜ファミリーの部〜                                                                                           | 舞浜アンフィシアター                                                                          |                                      |
| 12月20日 | プリパラ ドリーム☆クリスマスライブ（昼の部・夜の部）                                                                                           | 舞浜アンフィシアター                                                                          |                                      |
| 12月26日 | 舞台「クォンタム・ドールズ」握手会つきチケット販売イベント                                                                                     | 新宿村LIVE                                                                                    |                                      |
| 12月27日 | TVアニメ『Dance with Devils』スペシャルコンサート“カーテン・コール”                                                                            | さいたま市文化センター大ホール（さいたま市南区）                                              | 昼会・夜会公演                       |
| 2016年   | |                                                                                               |                                      |
| 2月13日  | 第67回さっぽろ雪まつり TVh Presents 映画「プリパラ」公開記念ステージ                                                                           | つどーむ ※2回開催                                                                             | トークイベント                       |
| 3月1日   | 映画「プリパラ み〜んなのあこがれ♪レッツゴー☆プリパリ」映画公開記念☆ぴなまつりイベント                                                         | 東京ドームシティ ラクーアガーデンステージ                                                     | トークイベント                       |
| 3月5日   | テレビ大阪 親子試写会『映画プリパラ み〜んなのあこがれ♪レッツゴー☆プリパリ』                                                                   | 朝日生命ホール                                                                                | 舞台挨拶                             |
| 3月12日  | 映画「プリパラ み〜んなのあこがれ♪ レッツゴー☆プリパリ」初日舞台挨拶                                                                           | 新宿バルト9 ※2回開催                                                                          | 舞台挨拶                             |

### シリーズ一覧
1. ↑  第1期（2015年）、第2期『R』（2017年）
2. ↑  第1期（2017年）、第2期『2』（2023年）
3. ↑  第2期『戒めの復活』（2018年）、第4期『憤怒の審判』（2021年）
4. ↑  『バニーガール先輩』（2018年）、『サンタクロース』（2025年）
5. ↑  第1シーズン（2018年）、第2シーズン（2019年）
6. ↑  『み〜んなあつまれ！プリズム☆ツアーズ』（2015年）、『み〜んなでめざせ！アイドル☆グランプリ』（2015年）、『み〜んなのあこがれ♪レッツゴー☆プリパリ』（2016年）、『み〜んなでかがやけ！キラリン☆スターライブ！』（2017年）、『プリパラ&キラッとプリ☆チャン 〜きらきらメモリアルライブ〜』（2018年）、『アイカツ!×プリパラ THE MOVIE -出会いのキセキ!-』（2025年）

### 初出話一覧
1. ↑  第29話初出
2. ↑  第36話初出
3. ↑  第12話初出
4. 1 2 3 4 5  第3話初出
5. 1 2 3  第2話初出
6. 1 2  第11話初出
7. 1 2 3 4 5 6 7 8 9  第1話初出
8. ↑  第129話初出
9. 1 2  第2期 第1話初出
10. ↑  第1期 第1話初出
11. ↑  第1期 第2話初出
12. ↑  第1期 第3話初出
13. 1 2  第1期 第6話初出
14. ↑  第1期 第8話初出
15. ↑  第1期 第12話初出
16. 1 2  第2期 第2話初出
17. ↑  第6話初出
18. ↑  第40話初出
19. ↑  第2B話初出
20. ↑  第2期 第5話初出
21. ↑  第2期 第8話初出
22. ↑  第2期 第18話初出
23. 1 2  第4話初出
24. ↑  第9話初出
25. ↑  サンタクロース 第4話初出
26. ↑  バニーガール先輩 第1話初出
27. ↑  第133話初出
28. ↑  第52話初出
29. ↑  第118話初出
30. 1 2  第8話初出
31. ↑  第142話初出

### ユニットメンバー
1. 1 2 3 4 5 6 7 8 9 10 11 12  真中らぁら（茜屋日海夏）、南みれぃ（芹澤優）、北条そふぃ（久保田未夢）
2. 1 2 3 4 5 6 7 8 9 10 11  真中らぁら（茜屋日海夏）、南みれぃ（芹澤優）、北条そふぃ（久保田未夢）、東堂シオン（山北早紀）、ドロシー・ウェスト（澁谷梓希）、レオナ・ウェスト（若井友希）
3. ↑  真中らぁら（茜屋日海夏）、南みれぃ（芹澤優）、北条そふぃ（久保田未夢）、東堂シオン（山北早紀）、ドロシー・ウェスト（澁谷梓希）、レオナ・ウェスト（若井友希）、ファルル（赤﨑千夏）
4. ↑  真中らぁら（茜屋日海夏）、南みれぃ（芹澤優）、北条そふぃ（久保田未夢）、黒須あろま（牧野由依）、白玉みかん（渡部優衣）
5. ↑  阿澄佳奈、大久保瑠美、加藤英美里
6. 1 2  真中らぁら（茜屋日海夏）、緑風ふわり（佐藤あずさ）、ドロシー・ウェスト（澁谷梓希）、レオナ・ウェスト（若井友希）、東堂シオン（山北早紀）
7. ↑  茜屋日海夏、芹澤優、久保田未夢、山北早紀、澁谷梓希、若井友希、牧野由依、渡部優衣、佐藤あずさ、上田麗奈、斎賀みつき
8. 1 2  真中らぁら（茜屋日海夏）、ドロシー・ウェスト（澁谷梓希）、白玉みかん（渡部優衣）、北条コスモ（山本希望）、黄木あじみ（上田麗奈）
9. 1 2 3 4  真中らぁら（茜屋日海夏）、南みれぃ（芹澤優）、ドロシー・ウェスト（澁谷梓希）、黒須あろま（牧野由依）、白玉みかん（渡部優衣）
10. 1 2  紫京院ひびき（斎賀みつき）、北条そふぃ（久保田未夢）、東堂シオン（山北早紀）、レオナ・ウェスト（若井友希）、ファルル（赤﨑千夏）
11. ↑  じゅのん（田中美海）、ぴのん（田中美海）、かのん（田中美海）
12. ↑  真中らぁら（茜屋日海夏）、南みれぃ（芹澤優）、北条そふぃ（久保田未夢）、東堂シオン（山北早紀）、ドロシー・ウェスト（澁谷梓希）、レオナ・ウェスト（若井友希）、黒須あろま（牧野由依）、白玉みかん（渡部優衣）、緑風ふわり（佐藤あずさ）、黄木あじみ（上田麗奈）、ファルル（赤﨑千夏）、ガァルル（真田アサミ）
13. 1 2  真中らぁら（茜屋日海夏）、南みれぃ（芹澤優）、北条そふぃ（久保田未夢）、東堂シオン（山北早紀）、ドロシー・ウェスト（澁谷梓希）、レオナ・ウェスト（若井友希）、黒須あろま（牧野由依）、白玉みかん（渡部優衣）、ガァルル（真田アサミ）、真中のん（田中美海）、月川ちり（大森日雅）、太陽ペッパー（山下七海）、緑風ふわり（佐藤あずさ）、ファルル（赤﨑千夏）
14. ↑  東堂シオン（山北早紀）、ドロシー・ウェスト（澁谷梓希）、レオナ・ウェスト（若井友希）
15. ↑  真中のん（田中美海）、月川ちり（大森日雅）、太陽ペッパー（山下七海）
16. ↑  紫京院ひびき（斎賀みつき）、ファルル（赤﨑千夏）、緑風ふわり（佐藤あずさ）
17. ↑  黒須あろま（牧野由依）、白玉みかん（渡部優衣）、ガァルル（真田アサミ）
18. ↑  黄木あじみ（上田麗奈）、北条コスモ（山本希望）、ちゃん子（赤﨑千夏）
19. ↑  伊香保葉凪（茜屋日海夏）、嬉野六香（小澤亜李）、城崎亜莉咲（山下七海）、伊東椿月（鈴木絵理）
20. ↑  ミレイ（中村繪里子）、スイートP（新田恵海）、ソーン（大坪由佳）、梔子（茜屋日海夏）
21. 1 2  ナックラヴィ（茜屋日海夏）、ティターニア（高橋李依）、クーピー（東山奈央）、ブリギッテ（芹澤優）、ボダッハ（三森すずこ）、ベトール（日高里菜）
22. ↑  茜屋日海夏、芹澤優、久保田未夢、山北早紀、澁谷梓希、若井友希、牧野由依、渡部優衣、真田アサミ、斎賀みつき、赤﨑千夏、佐藤あずさ、田中美海、大森日雅、山下七海、伊達朱里紗、大地葉、山田唯菜、朝日奈丸佳、山下誠一郎、小林竜之、土田玲央
23. ↑  カスミ（三澤紗千香）、ノア（水瀬いのり）、マール（種﨑敦美）、ルカ（茜屋日海夏）
24. 1 2  金森まりあ（茜屋日海夏）、黒川すず（徳井青空）
25. ↑  桃山みらい（林鼓子）、萌黄えも（久保田未夢）、青葉りんか（厚木那奈美）、赤城あんな（芹澤優）、緑川さら（若井友希）、紫藤める（森嶋優花）、金森まりあ（茜屋日海夏）、黒川すず（徳井青空）、だいあ（佐々木李子）、白鳥アンジュ（三森すずこ）
26. ↑  阿澄佳奈、大久保瑠美、加藤英美里、茜屋日海夏、伊達朱里紗、林鼓子